# Teodora Angelina Paleolog
Teodora Angelina Paleolog (grč. Θεοδώρα Άγγελίνα Παλαιολογίνα; transliteracija Theodora Angelina Palaiologina) bila je bizantinska plemkinja, a danas je najpoznatija po tome što je bila pramajka Paleologa.
Bila je kći despota Aleksija Komnena Paleologa te je zato znana i kao Teodora Komnena. Aleksije je oženio Irenu Komnenu Anđelinu. Ona je bila majka Teodore. (Irena je bila kći bizantinskog cara Aleksija III. Angela i carice Eufrozine Duke Kamaterine.)
Teodorin je suprug bio plemić Andronik Paleolog (megas domestikos). Vjenčali su se oko 1216. („reliquit Alexius Palaeologus unam filiam“).
Ovo su djeca Teodore i Andronika:
- Marija Paleolog (redovnica Marta) (1216. - ?)[5] – žena Nikefora Tarchanaiotesa
- Irena Paleolog (redovnica Eulogija) (1218. – 1284.)[6] – žena Ivana Kantakuzina te majka Ane i Marije Paleolog (carica Bugarske dvaput)
- Mihael VIII. Paleolog (car)
- Ivan Duka Paleolog (1225./30. – 1273./74.) – despot i sébastokrator, muž jedne žene i otac Ane, koja se udala za Nikolu Komnena Duku Angela Bryenniosa Maliasenosa

Teodora je postala redovnica Teodozija.